# Mikita Meščarakoŭ
Mikita Valer'evič Meščarakoŭ (in bielorusso Мікіта Валер'евiч Мешчаракоў?; Minsk, 16 giugno 1988) è un ex cestista bielorusso.
È il fratello minore di Jahor Meščarakoŭ.